# 울산광역매일
울산광역매일은 2009년 8월 30일 발간된 대한민국 울산광역시와 경상남도의 소식을 주로 다루는 지역 종합일간지이다. 본사는 울산광역시 남구 신정로68번길 2에 있다.
'언론은 어디까지나 언론이어야 합니다'라는 모토로 1999년 창간한 광역일보의 후신으로 울산지역 대표 일간지를 발행해 왔으나 경영상의 어려움으로 2007년 휴간했다. 그 후 각계각층에서 광역일보를 다시 발행해야 한다는 각론을 취합해 2009년 7월 2일 속간을 단행, 그 후 8월30일 울산광역매일로 제호변경했다. 울산광역시는 물론, 부산 등 영남지역 종합 일간지로 광역일보 사회부장을 역임한 유정재 사장이 현 대표이사다.